# Рандерс, Йорген
Йёрген Рандерс (родился 22 мая 1945 года) — норвежский учёный, профессор климатической стратегии в норвежской школе бизнеса, проводит исследования будущего.

## Жизнь и карьера
Рандерс получил степень бакалавра в университете Осло в 1968 году, и степень доктора философии в Массачусетском технологическом институте MIT SLOAN школе менеджмента в 1973 году.
С 1981 по 1989 год он занимал пост президента норвежской школы бизнеса, а с 1994 по 1999 год — заместитель генерального директора Всемирного фонда дикой природы в Швейцарии. Он также входит в Совет директоров компании Tomra в Норвегии, Бритиш Телеком в Англии и Dow Chemical в США.
В 2005—2006 году он руководил норвежской комиссией по низкому уровню выбросов, который «представил доклад, демонстрирующий, как Норвегия уменьшит выбросы парниковых газов до 2050 года». Рандерс в настоящее время (2008) профессор климатической стратегии в норвежская школа бизнеса.
Его научные интересы: вопросы климата, сценарное планирование и системная динамика, особенно по вопросам устойчивого развития, изменения климата и предотвращение глобального потепления.

## Публикации
- 1972. Пределы роста с Донеллой Х. Медоуз и Деннисом Л. Медоузом и Уильямом Беренсом III.
- 1980. Элементы системы Динамика методов. Отредактировано Йоргеном Рандерсом. mit Press, Кембридж (Массачусетс), ИСБН 0-262180928.
- 1992. За границы с Донеллой Х. Медоуз и Деннисом Л. Медоузом.
- 2012. 2052 — Глобальный прогноз на ближайшие сорок лет. Chelsea Green Publications, Уайт-Ривер-Джанкшн, Вермонт, ИСБН 978-1-603584678.

### В русском переводе
- Медоуз Донелла Х., Медоуз Деннис Л., Рэндерс Й., Беренс В. Пределы роста / Пер. с англ.; Предисл. Г. А. Ягодина. — М.: Изд-во МГУ, 1991. — 208 с. — ISBN 5-211-02014-6.
- Медоуз Донелла, Рандерс Й., Медоуз Деннис. Пределы роста. 30 лет спустя = Limits to growth.The 30-year update. — М.: Академкнига, 2007. — 342 с. — ISBN 978-5-94628-218-5.